# Arstanbek Abdyldayev
Arstanbek Beishanalievich Abdyldayev (28 de abril de 1968 – 5 de janeiro de 2024), também conhecido como Arstan Alai, foi um político e empresário quirguiz. Ele foi mais notavelmente um dos 86 candidatos iniciais nas eleições presidenciais de 2011, onde recebeu 8 770 votos e ficou em 9º lugar. Durante sua campanha, ele ficou famoso por sua promessa de que não haveria inverno e que o Ocidente sofreria inundações.

## Carreira
Abdyldayev, empresário nascido na região de Naryn, no Quirguistão, foi o fundador do partido El Uchun. Participou nas eleições presidenciais de 2011 no Quirguistão, mas obteve menos de 0,5% dos votos, ficando em 9º lugar entre 16 candidatos.
Ele ganhou fama imediata após dar uma conferência de imprensa logo após as eleições, onde declarou que não haveria inverno no Quirguistão e que o seu país natal é o centro da Terra. Um ano depois, ele afirmou que o presidente russo Vladimir Putin é um "biorrobô complexo", acrescentando ainda que o presidente russo era capaz de salvar a humanidade, mas apenas com a ajuda do Quirguistão.
Abdyldayev também concorreu nas eleições presidenciais do Quirguistão de 2017, desta vez como candidato independente. Recebeu 0,12% dos votos, ficando em 8º lugar entre 10 candidatos, a maioria dos quais também concorreram como independentes.
Em outubro de 2019, Abdyldayev foi processado após ter se declarado um Deus. A acusação refere-se a outros comentários feitos por Abdyldayev em agosto do mesmo ano, onde anunciou que a "alma de Deus" passou a residir nele, e que ele viria a reinar sobre o universo no final do ano seguinte.

## Posições ideológicas
Abdyldayev afirmou ter recebido um Ayan ("visão do futuro") do Cosmos, aprendendo sobre a "energia universal", o "programa universal" e o papel do povo quirguiz no Universo: "O povo Quirguistão [são] os herdeiros do código original da humanidade [...] O povo nômade, o Quirguistão conhece a linguagem da Natureza, a nação Quirguistão assumirá o papel de Deus e salvará o universo, a vida na Terra começou a partir do Quirguistão". Segundo suas palavras, ele se tornou o "Novo Deus" ao receber "a Alma de Deus" (também conhecida como "Energia Divina" e "Energia do Universo").
O povo quirguiz, disse Abdyldayev, é a nação mais antiga, cujos "heróis" e "xamãs" (incluindo os personagens do Épico de Manas) tinham a "energia universal" e podiam realizar "ritos mágicos". Além disso, ele previu constantemente o "fim da era da tecnologia" e a vindoura "Era de Ouro" ou "Era da Igualdade". Na Era de Ouro, como ele disse, "o gene humano estará pronto e a glândula pineal será ativada para canalizar o poder criativo", enquanto "a energia de alta frequência preencherá o ar" e fará com que "Forças Superiores" entrem no corpo humano, transformando "a anatomia em um novo tipo de astrologia". Essas "Forças Superiores" eram frequentemente referidas por ele como "alienígenas" ou "espíritos angélicos". Ele disse que através de sua "Energia Divina" ele poderia curar doenças e controlar as forças da natureza. Por exemplo, ele afirmou ter enviado a COVID-19 juntamente com "tempestades e nuvens" para a China porque a China não havia abolido a dívida do Quirguizistão.
Abdyldayev e os seus ensinamentos tornaram-se um meme da Internet na antiga União Soviética, com o vídeo mais popular sobre ele a reunir mais de dois milhões de visualizações no YouTube.

## Morte
Abdyldayev foi encontrado morto por aparente suicídio por enforcamento na cantina da instituição correcional médica especial nº 31 do Serviço Penitenciário do Cazaquistão às 5h31min do dia 5 de janeiro de 2024. Ele foi transferido para lá em 28 de dezembro de 2023 por recomendação de um psiquiatra. Abdyldayev tinha 55 anos.